# Vermetus granulatus
Vermetus granulatus là một loài ốc biển, là động vật thân mềm chân bụng sống ở biển trong họ Vermetidae.